# 安扎 (加利福尼亞州)
安扎（英語：Anza）是位於美國加利福尼亞州河濱縣的一個人口普查指定地區。

## 地理
安扎的座標為33°33′18″N 116°40′25″W / 33.55500°N 116.67361°W，而該地最高點為海拔高度1195米（即3921英尺）。

## 人口
根據2010年美國人口普查的數據，安扎的面積為71.68平方千米，當中陸地面積為71.47平方千米，而水域面積為0.21平方千米。當地共有人口3014人，而人口密度為每平方千米42人。